# جانی انگلیش
جانی اِنگلیش (به انگلیسی: Johnny English) فیلمی کمدی اکشن جاسوسی محصول سال ۲۰۰۳ بریتانیا به کارگردانی پیتر هاویت و به نویسندگی نیل پرویس، رابرت وید و ویلیام دیویس است. این فیلم یک سرمایه‌گذاری بریتانیایی-فرانسوی است که توسط استودیوکانال و ورکینگ تایتل فیلمز تولید و توسط یونیورسال پیکچرز توزیع شده است. در این فیلم بازیگرانی همچون روآن اتکینسون، بن میلر، ناتالی ایمبرولیا و جان مالکوویچ ایفای نقش کرده‌اند. این فیلم اولین قسمت از مجموعه‌فیلم‌های جانی اینگلیش است و به‌عنوان تقلیدی از فیلم‌های جاسوسی جیمز باند است.
این فیلم در تاریخ ۱۸ ژوئیه ۲۰۰۳ در سینماهای ایالات متحده اکران شد و با نقدهای ضد و نقیضی ازسوی منتقدان مواجه شد، اما از نظر تجاری موفقیت‌آمیز بود و با بودجه ۴۰ میلیون دلاری، ۱۶۰ میلیون دلار در سراسر جهان فروخت. این فیلم در ۱۱ آوریل ۲۰۰۳ در بریتانیا اکران شد و برای سه هفته آخر آینده در صدر میزان فروش قرار گرفت، قبل از اینکه ایکس ۲ از آن سبقت بگیرد. این فیلم شامل دو دنباله به‌نام‌های، جانی اینگلیش دوباره متولد می‌شود (۲۰۱۱) و جانی اینگلیش دوباره می‌تازد (۲۰۱۸) می‌باشد.

## داستان

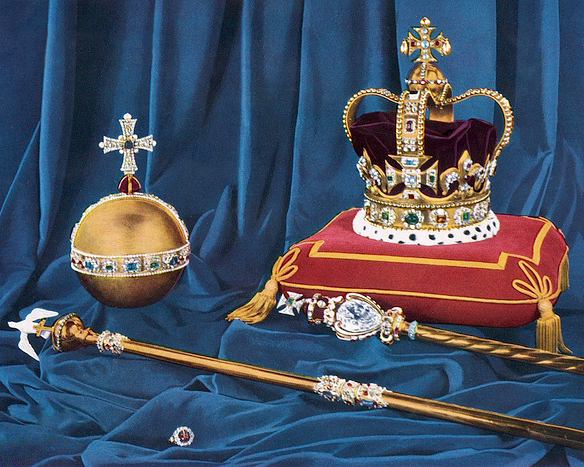
تاج و جواهرات سلطنتی

جانی انگلیش مأمور خوش‌قلب اما دست و پا چلفتی MI7 است که آرزوی تبدیل شدن به مأمور شماره یک را دارد. پس از کشته شدن مأمور شماره یک و باقی مأموران به علت بی‌کفایتی ناخواسته انگلیش، او تنها مأمور بازمانده است که لایق است مأموریت مأمور شماره یک را به پایان برساند.
انگلیش که برای خنثی کردن توطئه‌ای که برای سرقت جواهرات سلطنتی بازسازی شده بود در یک رویدادی به میزبانی پاسکال سوواژ، رئیس زندان‌های فرانسه دعوت می‌شود. انگلیش در مراسم رونمایی از جواهرات در برج لندن با لورنا کمبل آشنا می‌شود. جواهرات در حین خاموشی برق دزدیده می‌شوند. انگلیش به‌طور اتفاقی به معاون امنیتی ضربه می‌زند و برای جبران خطایش وانمود می‌کند که دارد با مهاجم مبارزه می‌کند؛ او اطلاعات جعلی از مظنون مهاجم به رئیس MI7 پگاسوس می‌دهد.
انگلیش به همراه دستیارش آنگوس باف از داخل یک تونل که در زیر ویترین حفر شده به سراغ جواهرات می‌روند و با دزدانی آلمانی به نام‌های دیتر کلاین و کلاوس وندتا روبرو می‌شوند. آن‌ها با ماشین نعش‌کش فرار می‌کند و انگلیش هنگام تعقیب آنها، به اشتباه یک ماشین نعش‌کش دیگر را دنبال می‌کند که به قبرستان می‌رود.
در ادامه مشخص می‌شود که کلاین و وندتا همکار سوواژ هستند و آنها توسط سوواژ استخدام شده‌اند و به دزدان دستور می‌دهد که کار انگلیش را تمام کنند. انگلیش و باف ادعا می‌کنند که سوواژ در این قضیه نقش داشته است؛ اما پگاسوس حرف آنها را باور نمی‌کند. انگلیش و باف توسط وندتا مورد حمله قرار می‌گیرند، انگلیش تلاش می‌کند که به او حمله کند. اما او فرار می‌کند و انگلیش به اشتباه، به باف حمله می‌کند. انگلیش دوباره با خانم کمبل مواجه می‌شود و می‌گوید که او را در دو صحنه جرم دیده است و سوءظن او عمیق‌تر می‌شود درحالیکه نمی‌تواند سابقه‌ای از او پیدا کند.
انگلیش و باف به وسیله چتر نجات وارد آسمان خراش سوواژ می‌شوند و متوجه می‌شوند که سوواژ از نسل چارلز ادوارد استوارت است و قصد دارد تا با استفاده از اسقف اعظم کانتربری جعلی خود را پادشاه کند. انگلیش متوجه می‌شود که اسقف اعظم جعلی یک خالکوبی پشت خود دارد که می‌گوید Jesus is coming — look busy. کمبل افشا می‌کند که یک مأمور اینترپل است و دارد سوواژ را ردیابی می‌کند. انگلیش مهمانی سوواژ را خراب می‌کند و در نتیجه توسط پگاسوس از پرونده حذف می‌شود.
سوواژ نقشه خود را برای استفاده از اسقف اعظم جعلی برهم می‌زند و در عوض از ملکه الیزابت دوم باج می‌گیرد تا او را از سلطنت برکنار و خط جانشینی خود را با تهدید کورگی پاک کند. کمبل که اکنون مسئول این مأموریت است، انگلیش را متقاعد می‌کند که با او به قصر فرانسری سوواژ سفر کند و پشت سر پگاسوس تحقیق کند. انگلیش و کمبل متوجه می‌شوند که سوواژ قصد دارد سرزمین اصلی بریتانیا را به بزرگ‌ترین زندان جهان تبدیل کند. انگلیش به‌طور تصادفی به سراغ سوواژ می‌رود؛ او یک دی‌وی‌دی مجرمانه را می‌دزدد اما اشتباهی یک دی‌وی‌دی اشتباه را برمی‌دارد قبل از اینکه دستگیر شود.
باف، انگلیش و کمبل را نجات می‌دهد و هر سه برای جلوگیری از تاج گذاری سوواژ به رقابت می‌پردازند. انگلیش خالکوبی اسقف اعظم را افشا می‌کند و با فقدان خالکوبی متوجه می‌شود که او اسقف اعظم واقعی است. انگلیش بدون ترس از باف می‌خواهد که دی‌وی‌دی مجرمانه را پخش کند، اما متوجه می‌شود که فیلم خودش در حال لب‌خوانی که به‌طور مخفیانه ضبط شده بود، در حال پخش است. انگلیش فرار می‌کند و از سیمی آویز می‌شود و تاج را از اسقف اعظم می‌دزدد. سوواژ به سمت انگلیش شلیک می‌کند و تاج از دست او می‌افتد. انگلیش از سیم می‌افتد و سوواژ را به زمین می‌اندازد، و تاج بر سر انگلیش گذاشته می‌شود. انگلیش به عنوان پادشاه، سوواژ را قبل از بازگشت ملکه به سلطنت دستگیر می‌کند و به درخواستش یک شوالیه به عنوان جایزه می‌گیرد.
از آنجا که سوواژ در انتظار محاکمه و اعدام به دلیل خیانت بزرگش است. او درخواست می‌کند که پس از مرگش، مغزش برای تحقیقات اسکیزوفرنی اهدا شود. انگلیش و کمبل برای مأموریت بعدی به سمت جنوب فرانسه سفر می‌کنند.

## بازیگران
- روآن اتکینسون در نقش جاناتان «جانی» انگلیش
- ناتالی ایمبرولیا در نقش لورنا کمبل، مأمور اینترپل
- بن میلر در نقش آنگوس باف، شریک انگلیش
- جان مالکوویچ در نقش پاسکال سوواژ، صاحب زندان فرانسوی و از نوادگان جیمز دوم
- الیور فورد دیویس در تقش اسقف اعظم کانتربری
- تیم پیگات-اسمیت در نقش پگاسوس، رئیس ام‌آی۷
- کوین مک‌نالی در نقش نخست‌وزیر بریتانیا
- دوگلاس مک‌فران در نقش کلاوس وندتا، یکی از شریک‌های سوواژ
- استیو نیکلسون در نقش دیتر کلاین، یکی از شریک‌های سوواژ
- تاشا دو واسکونسلوس در نقش زن بیگانه در رؤیای انگلیش
- گرگ وایز در نقش مأمور شماره ۱، مأمور ارشد ام‌آی۷ که انگلیش ناخودآگاه مسئول مرگ اوست
- ترنس هاروی در نقش افسر مراسم تشییع جنازه مأمور شماره ۱
- نینا یانگ در نقش منشی پگاسوس
- رولند دیویس در نقش سِر آنتونی چِوِنیکس، رئیس امنیت سلطنتی
- فیلیپا فوردهام در نقش زن پر افاده که انگلیش در مراسم برج لندن او را مورد آزار و اذیت قرار می‌دهد
- پرونلا اسکیلز در نقش ملکه الیزابت دوم
- تیم برینگتون در نقش راجر، یک مأمور ام‌آی۷ که به کشف هویت «مهاجم» در برج لندن کمک می‌کند
- سایمون برنشتاین در نقش مهاجمی که انگلیش برای پوشاندن خطای خود دعوت می‌کند
- مارتین لاتون در نقش راننده نعش کش در مراسم تشییع جنازه‌ای که انگلیش به اشتباه آن را خراب می‌کند
- نویل فیلیپس در نقش کشیش در مراسم تشییع جنازه‌ای که انگلیش به اشتباه آن را خراب می‌کند
- تاکویا ماتسوموتو در نقش پیشخدمت سوشی
- پیتر تن در نقش مشتری سوشی بار
- سم بیزلی در نقش پیرمرد در بیمارستان
- کوین مور در نقش دکتر
- فاروک پروتی در نقش محافظ سرم حقیقت
- مارک دانبری در نقش نگهبانی که باف را در دفتر سوواژ زیر اسلحه نگه می‌دارد
- جک ریموند در نقش پیشخدمت پذیرایی فرانسوی
- جنی گلووی در نقش وزیر امور خارجه
- کریس ترنت در نقش گوینده رادیو در مراسم تاج‌گذاری سوواژ
- کلایو گراهام در نقش اسقف ولز در مراسم تاج‌گذاری سوواژ
- ترور مک‌دانلد در نقش خبرخوان که سرنوشت سوواژ را فاش می‌کند

علاوه بر این، کارگردان فیلم، پیتر هاویت، نقش کوتاهی را در فیلم بازی کرد، در نقش مردی که باف او را تهدید می‌کند که دی‌وی‌دی را در مراسم تاج‌گذاری سوواژ پخش کند.

## تولید
در مارس ۲۰۰۰، قبل از انتشار شاید عزیزم، اتکینسون برای بازی در یک نقش جعلی ۰۰۷ ثبت‌نام کرد و این خبر رسمی شد.
در ژوئیه ۲۰۰۲، تصویربرداری اصلی جانی انگلیش آغاز شد. این فیلم به مدت چهارده هفته فیلم‌برداری شد. فیلم‌برداری در استودیوهای شپرتون در لندن و سنت آلبنز انجام شد و در نهایت به مدت دو روز در مونت‌کارلو نشست تا فیلم‌برداری صحنه پایانی کامل شود.
شخصیت جانی اینگلیش بر اساس شخصیت مشابهی به نام ریچارد لاتام است که اتکینسون برای یک سری تبلیغات تلویزیونی بریتانیایی برای بارکلی‌کارد بازی کرد. شخصیت باف از تبلیغات حفظ شد، اما بازیگر دیگری به نام هنری نایلور، نقشی را در تبلیغات بازی کرد. برخی از این تبلیغات به فیلم راه یافتند، از جمله شناسایی نادرست پیشخدمت توسط اینگلیش و شلیک سهوی به خود با خودکار آرام‌بخش.